# Осада Амьена (1597)
Осада Амьена — осада англо-французскими войсками города Амьен в 1597 году в рамках Восьмой (и последней) Религиозной войны во Франции («Войны трёх Генрихов») и Англо-испанской войны (1585—1604). Испанцы легко захватили Амьен в марте. Однако Генрих IV, оправившись от этого шока, немедленно сформировал армию, которая включала большой английский контингент, и осадил Амьен 13 мая.
После того, как неоднократные попытки защитников города оттеснить осаждающих, прибыла испанская армия под командованием Альбрехта VII Австрийского и Петера Эрнста I фон Мансфельда, но она была вынуждена отступить. Амьен в конце концов перешел в руки Генриха с капитуляцией всего испанского гарнизона. В результате победы Генрих укрепил свои позиции, чтобы ввести в действие Нантский эдикт и начать переговоры с испанцами, которые завершились подписанием Вервенского мира весной следующего года. Осада была последним крупным военным событием франко-испанской войны, а также французских религиозных войн.

## Предыстория
Испания во главе с королем Филиппом II регулярно вмешивалась в религиозные войны во Франции на стороне Католической лиги против протестантов-гугенотов. Тем не менее, только в 1595 году война между двумя странами была официально объявлена новым королем Франции Генрихом IV, который за год до того перешел в католичество и был коронован.
В 1597 году Эрнандо Тельо Портокарреро, испанский губернатор города Дуллан, занятого в 1595 году, предложил эрцгерцогу Альбрехту VII Австрийскому, губернатору Испанских Нидерландов, захватить Амьен, столицу Пикардии. Уже через несколько недель после катастрофы в битве при Тюрнхауте в Брабанте, Альбрехт согласился и передал под командование Портокарреро 7000 пехотинцев и 700 всадников. План испанцев состоял в том, чтобы скрыть 500 пехотинцев и всадников в небольших группах, следовавших к Амьену. Губернатор послал Портокарреро шестнадцать разведчиков, одетых как крестьяне, которые вошли в город и разделились на три группы.

### Захват испанцами Амьена
Утром 11 марта разведчики Портокарреро вошли через ворота Монрескю; первая группа несла мешки с грецкими орехами и яблоками, которые «случайно» порвались у городских ворот. Когда французские стражники отвлеклись на это, «крестьяне» выхватили пистолеты и убили их. Один из стражников попытался опустить ворота, но они не закрылись до конца, так как испанцы успели подогнать под них телегу с бревнами. В этот момент 500 испанских пехотинцев и кавалерия устремились на штурм города. Практически без сопротивления город вскоре оказался под испанским контролем. Жителей Амьена до сих пор ехидно называют «едоками грецких орехов» в память об этом инциденте.

### Реакция Генриха IV
Генрих IV, который провел зиму в Париже, был разбужен в ту ночь в Лувре вестями о захвате Амьена, и к утру уже надел свои доспехи. Ситуация была крайне серьёзной, так как из Амьена открывалась прямая дорога на Париж через долину Соммы. В это время уже начались мирные переговоры между Францией и Испанией. Вернув себе Амьен, Генрих мог бы занять более твердую позицию на переговорах. Однако денег в казне на новую армию не было, к тому же среди старых гугенотских союзников Генриха распространялось инакомыслие, многие из них отказались присягнуть королю-перекрещенцу. Генрих полагался на внешние ресурсы, в частности, на английские деньги и войска.

## Осада

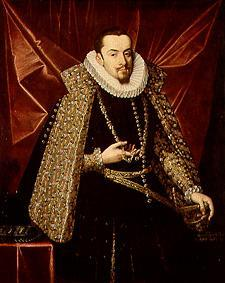
Альбрехт VII Австрийский

13 мая Генрих IV привел армию из 4000 французской и швейцарской пехоты и 700 французских всадников под командованием герцога Бирона к Амьену. Король также дал надежду гугенотам на расширение их прав в случае успешной осады Амьена, чтобы привлечь протестантскую знать на свою сторону. Эта армия вскоре начала пополняться со всего королевства, но главное подкрепление прибыло из Англии — Елизавета отправила 2000 английских солдат во Францию под командованием сэра Томаса Баскервиля, ещё 1500 англичан высадились в Руане. Большинство англичан были ветеранами боевых действий во Фландрии и сражались ранее при Тюрнхауте.
Французская армия отрезала пути снабжения Амьена из Дуллана и начала осаду города. Испанцы были застигнуты врасплох скоростью французской реакции, многие гражданские лица были изгнаны из города, и Амьен подготовился к длительной осаде. Французский лагерь вырос в размерах и был также хорошо подготовлен; были открыты два госпиталя, армия хорошо финансировалась за счет герцога Сюлли. Французы вырыли линию траншей — это была одна из первых осадных операций, которая предшествовала формированию осадной тактики инженера Вобана.
Испанцы предприняли множество попыток вылазок, но они были в основном безуспешными. 22 мая 1597 года Портокарреро сделал яростную вылазку с 500 всадников против штаба генерала Бирона, захватив французский форт, построенный для защиты штаб-квартиры. После двух часов борьбы испанцы были отогнаны и были преследуемы французскими войсками, которые почти вошли в город на спинах отступавших испанцев. Испанцы были спасены прибытием 400 пехотинцев, которые отбросили французов, что позволило закрыть ворота.
В середине июня королева Елизавета послала больше подкреплений из Англии, ещё 700 солдат под руководством сэра Артура Сэвиджа высадились в Сент-Валери. Однако Сэвидж вскоре заболел и умер, оставив Баскервиля командиром английских войск во Франции.
4 сентября французы провели рейд и захватили бастион на южной стороне города, Портокарреро был убит, прежде чем французы отступили. Преемником Портокарреро стал Херонимо Караффа, маркиз Черногории. 8 сентября выстрелом из аркебузы был убит командир французской артиллерии Франсуа де Эспинэ де Сент-Люк, это стало серьёзным ударом по боевому духу французов, сам король Генрих сильно оплакивал эту потерю.
Ситуация в Амьене, однако, была более мрачной, осада брала свое — многие солдаты страдали от болезней и недостатка провианта. Караффа в отчаянии послал гонцов к эрцгерцогу Альбрехту, двум из которых все-таки удалось добраться до адресата.

### Попытка снятия осады

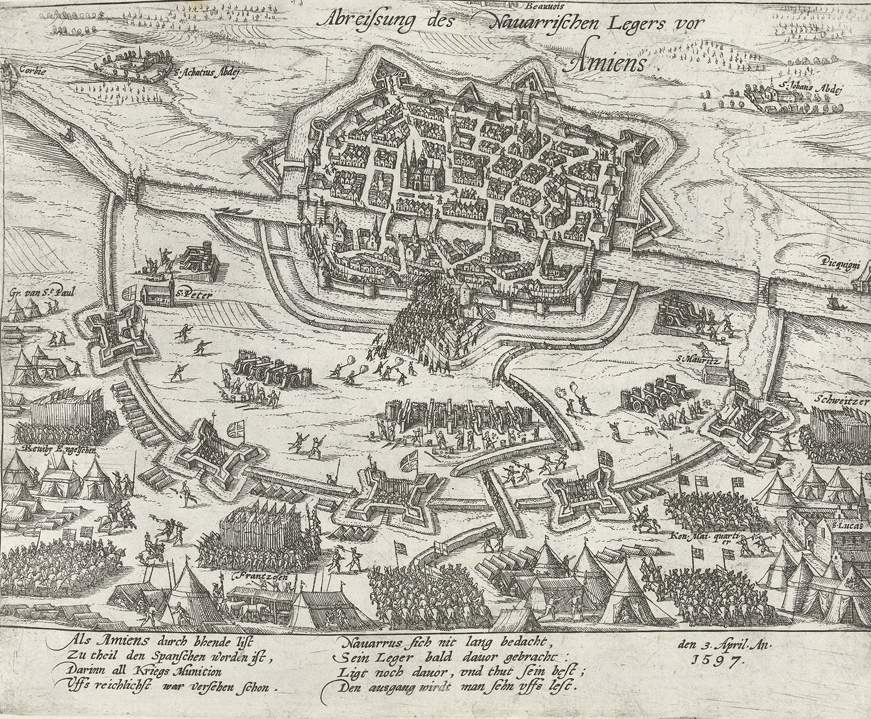
Осада Амьена, английские позиции слева, французские — справа.

10 сентября Караффа был извещен, что две испанских армии под командованием эрцгерцога Альбрехта и Петера Эрнста I фон Мансфельда, состоявшие из более чем 25 000 солдат, включая многих ветеранов войны, движутся к городу. Герцог Майеннский смог убедить Генриха IV и Бирона не противостоять огромным испанским армиям в поле, но оставаться в траншеях, что давало французам преимущество в бою. Эта стратегия в итоге окажется успешной, а пока армия Мансфельда высадилась в шести милях ниже Амьена 18 сентября на берегу Соммы.
Мансфельд прибыл первым и начал немедленную атаку на французский лагерь, а затем и на английский, но все атаки были отбиты из окопов с нанесением огромных потерь атакующим. В последнем нападении Артур Чичестер, первый барон Чичестер, был ранен в плечо и был пожалован французским королем рыцарским титулом за доблесть.
Эрцгерцог Альбрехт прибыл на следующий день. Узнав о затруднениях Мансфельда, он немедленно приказал своей артиллерии дать залп по противнику, чтобы известить осажденных, что помощь близка. После прохождения аббатство Бетанкур Альбрехт попытался навести мост через Сомму ниже села Лонгпре, но из-за плохой погоды и подъёма уровня воды был вынужден искать другие пути. В конце концов испанцы переправились на другой берег, но вскоре были отброшены обратно сильным французским артиллерийским огнем с большим количеством потерь.

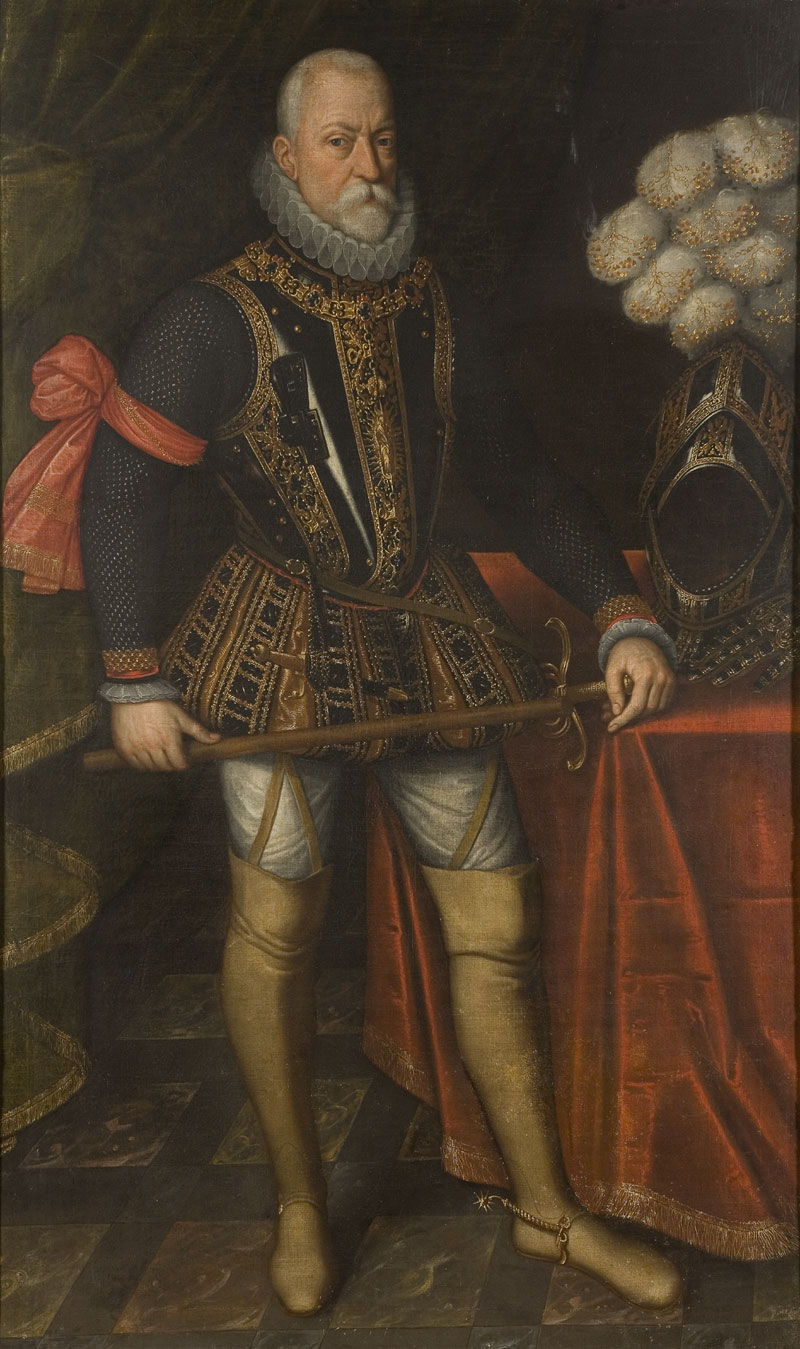
Петер Эрнст I фон Мансфельд

Ещё одно нападение было запланировано на следующий день, но при виде французской и английской армии, засевших в укрепленных траншеях, Альбрехт решил не рисковать. Хотя армия Мансфельда и эрцгерцога Альбрехта была более многочисленной, чем англо-французская, её моральный дух был низок. После того, как из-за больших потерь в рядах испанской армии стали распространяться слухи о мятеже, эрцгерцог решил, что ситуация безнадежна. Он приказал отменить намеченную атаку и начал отступление.
Король Генрих немедленно дал приказ преследовать отступавших испанцев, но эрцгерцог Альбрехт избежал боя и быстро удалился под покровом темноты. После этого король смог вернуться к осаде Амьена.

### Капитуляция
Вскоре после отступления эрцгерцога Альбрехта Генрих послал в город парламентеров и предложил Караффе сдаться. Караффа неохотно согласился. Капитуляция была подписана 25 сентября. Генрих предоставил гарнизону почетную капитуляцию и позволил ему покинуть город.

## Последствия
Потери испанцев были огромны — армия спасения города потеряла не менее 2000 человек. Из города потянулись телеги с ранеными и убитыми солдатами гарнизона, в то время как испанские офицеры отдали честь королю Генриху. После окончания осады Генрих для перестраховки приказал военному инженеру Жану Эррану укрепить город.
Благодаря двум полевым госпиталям силы Генриха понесли умеренные потери — чуть более 600 человек. Это была одна из первых осад, в которой использовались полевые госпитали.
Осада имела стратегические последствия — концентрация Альбрехта на Амьене оставила без прикрытия испанские войска, охранявшие границу с Голландской республикой, что позволило Морицу Оранскому захватить несколько городов в своей знаменитой кампании 1597 года.
Вернув себе столицу Пикардии, Генрих укрепил свои позиции в мирных переговорах, но для того, чтобы быть в ещё более выгодном положении, он должен был подчинить себе остальную часть Франции. В следующем году он начал крупную кампанию в Бретани, рассчитывая одержать победу над мятежными протестантами, а также повстанцами-католиками, включая герцога Меркёра. Король отправился с армией из 14,000 человек и имел невероятный успех. Города Бретани изгоняли гарнизоны Католической лиги и Испании, вскоре сдался Меркёр, подчинение Генрихом Анже было завершено 20 марта 1598 года. Затем Генрих с триумфом вошел в Нант и издал Нантский эдикт 13 апреля 1598 года, который положил конец религиозным войнам во Франции.

### Вервенский мир
Победа в Амьене была отмечена как огромная победа; оно не только отметила окончательный перелом в франко-испанской войне, но и склонила Испанию к заключению мира. После неудачных действий против Англии и голландских повстанцев Испания была близка к банкротству, и это требовало сокращения числа врагов за счет переговоров. Мятежи гарнизонов Дуллана, Камбре, Ардра и Ле-Катле добавил Испании проблем. В таких обстоятельствах был подписан Вервенский мир, положивший конец войне между Испанией и Францией. Договор был весьма полезным для Франции — больной и умирающий король Филипп II признал бывшего протестанта Генриха IV королем Франции и отозвал свои войска с территории Франции. Вервенский мир означал окончательное поражение Филиппа II, начало угасания Габсбургской Испании и постепенного роста европейской гегемонии Франции.